# Natalie Campbell Rodriques
Natalie Campbell Rodriques es una política y diplomática jamaiquina. Fue miembro del Partido Laborista en el Senado de Jamaica y ha sido alto comisionada en Trinidad y Tobago desde el 19 de agosto de 2023.